# 21st Century Fox
21st Century Fox — американська мультинаціональна корпорація, з головним офісом у місті Нью-Йорк штату Нью-Йорк. Корпорація утворилась внаслідок розколу News Corporation (заснованої Рупертом Мердоком у 1979 році). Це була одна з двох компаній, які сформувалися у 2013 р. з видавничих активів News Corporation, заснованої Рупертом Мердоком у 1980 році. Була четвертим найбільшим медіа конгломератом Сполучених Штатів до придбання компанією Walt Disney у 2019 році.
20 березня 2019 року Walt Disney Company закрила угоду з придбання частини активів холдингу 21st Century Fox, сума угоди — близько $71 млрд.
Активи 21st Century Fox включають Fox Entertainment Group, телевізійну мережу Fox, National Geographic Partners та інші. Компанія займає 109 місце у списку найбільших корпораці США "Фортуна" у 2018 році за загальним доходом.
27 липня 2018 року акціонери 21st Century Fox погодились продати більшість своїх активів Діснею за 71,3 млрд. доларів. Продаж охоплював більшість розважальних активів, у тому числі 21st Century Fox, FX Networks та National Geographic Partners.

## Історія

### Формування
21st Century Fox була сформована розщепленням News Corporation на дві компанії. У лютому 2012 року Наталі Равіц стала начальником штабу Руперту Мердока в News Corporation.
Формування 21st Century Fox було офіційно завершене 28 червня 2013 року. Вона офіційно почала торгівлю на NASDAQ та Австралійською фондовою біржею цінними паперами 1 липня 2013 року.

## Активи

### Програми кабельного телебачення (Cable Network Programming)
- Fox Networks Group — первинна операційна одиниця компанії;
- Big Ten Network — мережа спортивних телеканалів, що транслює змагання команд коледжів;
- FOX Business Network — канал ділової інформації, що працює з жовтня 2007 року;
- FOX Deportes — іспаномовний спортивний телеканал США;
- FOX News Channel — найпопулярніший канал новин у США;
- FOX Sports 1 — національний спортивний канал, який почав роботу 17 серпня 2013 роки (США);
- FOX Sports Regional Networks — група регіональних спортивних телеканалів (США);
- National Geographic Channels — телевізійний і виробничий підрозділ National Geographic Partners (спільного підприємства 21st Century Fox і Національного географічного товариства);
- FX Networks — розважальний кабельний канал, який працює з 1994 року;
- Star India — група з більш, ніж 40 телеканалів, які працюють в основному в Індії, а також у ряді інших країн;
- YES Network — мережа регіональних спортивних телеканалів[16].

### Кіностудії (Filmed Entertainment)
- 20th Century Fox
- 20th Century Fox Television
- Fox 2000 Pictures
- Fox Searchlight Pictures
- Twentieth Century Fox Animation
- Endemol Shine Group — складається з 120 компаній в різних країнах світу; штаб-квартира знаходиться в Лондоні (Велика Британія)[17].

### Телебачення (Television)
- Fox Broadcasting Company (Лос-Анджелес);
- FOX Sports — об'єднує активи компанії 21st Century Fox у сфері спортивних телепрограм (Лос-Анжелес);
- FOX Television Stations — мережа з 28 телестанцій (Нью-Йорк);
- MyNetworkTV — створення телепрограм (Нью-Йорк)[18].

#### Супутникове телебачення (Direct Broadcast and Satellite TV)
Підрозділ являє собою 39-відсоткову частку в найбільшій європейській розважальної компанії «Sky plc», яка веде діяльність у Великій Британії, Німеччині, Італії, Австрії та Ірландії.